# Medaille der Royal Numismatic Society
Die Medaille der Royal Numismatic Society (Medal of the Royal Numismatic Society) ist eine der ehrenvollsten Auszeichnungen auf dem Gebiet der Numismatik.
Sie wird seit 1883 von der 1836 gegründeten Royal Numismatic Society in London vergeben an „some person highly distinguished for services to Numismatic Science“. Die Medaille wird anlässlich der jährlichen Generalversammlung der Gesellschaft im Dezember vergeben. Bei diesem Anlass hält der jeweilige Träger der Medaille einen Vortrag.
Die Stempel der ursprünglichen Silbermedaille wurden der Gesellschaft von John Evans gestiftet. Seit 1993 wird eine neue, von Ian Rank-Broadley entworfene Medaille verliehen.

## Inhaber der Medaille
Siehe auch: Kategorie:Träger der Medaille der Royal Numismatic Society
- 1883 Charles Roach Smith
- 1884 Aquilla Smith
- 1885 Edward Thomas
- 1886 Alexander Cunningham
- 1887 John Evans
- 1888 Friedrich Imhoof-Blumer
- 1889 Percy Gardner
- 1890 Jan Pieter Six
- 1891 C. Ludwig Müller
- 1892 Reginald Stuart Poole
- 1893 William Henry Waddington
- 1894 Charles Francis Keary
- 1895 Theodor Mommsen
- 1896 Frederic W. Madden
- 1897 Alfred von Sallet
- 1898 William Greenwell
- 1899 Ernest Babelon
- 1900 Stanley Lane-Poole
- 1901 Vladimir Gustavovich Tiesenhausen
- 1902 Arthur J. Evans
- 1903 Gustave Schlumberger
- 1904 Viktor Emanuel III.
- 1905 Hermann David Weber
- 1906 Francesco Gnecchi
- 1907 Barclay V. Head
- 1908 Heinrich Dressel
- 1909 Herbert A. Grueber
- 1910 Friedrich von Kenner
- 1911 Oliver Codrington
- 1912 Max von Bahrfeldt
- 1913 George Macdonald
- 1914 Ioannis N. Svoronos
- 1915 George Francis Hill
- 1916 Théodore Reinach
- 1917 L. A. Lawrence
- 1918 Nicht vergeben
- 1919 Adrien Blanchet
- 1920 H. B. Earle-Fox und J. S. Shirley-Fox
- 1921 Percy H. Webb
- 1922 Frederick A. Walters
- 1923 Wilhelm Kubitschek
- 1924 Henry Symonds
- 1925 Edward T. Newell
- 1926 R. W. Maclachan
- 1927 Adolphe Dieudonne
- 1928 Charles Oman
- 1929 Jules Maurice
- 1930 Edward A. Sydenham
- 1931 Helen Farquhar
- 1932 H. Nelson Wright
- 1933 Kurt Regling
- 1934 George Cyril Brooke (posthum)
- 1935 Behrendt Pick
- 1936 John Allan
- 1937 Victor Tourneur
- 1938 J. Grafton Milne
- 1939 J. W. E. Pearce
- 1940 R. B. Whitehead
- 1941 Harold Mattingly
- 1942 E. Stanley G. Robinson
- 1943 Agnes Baldwin Brett
- 1944 Leonard Forrer
- 1945 Charles Theodore Seltman
- 1946 George Galster
- 1947 Eduard von Zambaur
- 1948 Jocelyn Toynbee
- 1949 Sydney P. Noe
- 1950 Karl Pink
- 1951 Hyacinth Louis Rabino (posthum)
- 1952 Lodovico Laffranchi
- 1953 Andreas Alföldi
- 1954 Carol H. V. Sutherland
- 1955 Alfred R. Bellinger
- 1956 John R. Walker
- 1957 George C. Miles
- 1958 Philip Grierson
- 1959 Oscar Ulrich-Bansa
- 1960 Charles Wilson Peck
- 1961 Henri Seyrig
- 1962 Michael Grant
- 1963 Willy Schwabacher
- 1964 Anne S. Robertson
- 1965 Jean Lafaurie
- 1966 Derek F. Allen
- 1967 Margaret Thompson
- 1968 Paul Balog
- 1969 Christopher E. Blunt
- 1970 Pierre Bastien
- 1971 Herbert A. Cahn
- 1972 Robert A. G. Carson
- 1973 Hendrik Enno van Gelder
- 1974 George Le Rider
- 1975 Gilbert Kenneth Jenkins
- 1976 Jean-Baptiste Colbert de Beaulieu
- 1977 Parmeshwari Lal Gupta
- 1978 Colin M. Kraay
- 1979 Peter Berghaus
- 1980 Patrick Bruun
- 1981 Michael Dolley
- 1982 Otto Mørkholm
- 1983 Theodore V. Buttrey, Jr.
- 1984 Michael H. Crawford
- 1985 Paul Naster
- 1986 Brita Malmer
- 1987 David M. Metcalf
- 1988 Peter Robert Franke
- 1989 Leandre Villaronga
- 1990 John P. C. Kent
- 1991 Eric P. Newman
- 1992 Martin J. Price
- 1993 Andrew Burnett
- 1994 Cécile Morrisson
- 1995 Maria Radnoti-Alföldi
- 1996 Ian Stewart, Baron Stewartby
- 1997 Jørgen Steen Jensen
- 1998 Jean-Baptiste Giard
- 1999 Joseph E. Cribb
- 2000 Richard Doty
- 2001 Ulla Westermark
- 2002 Nicholas Mayhew
- 2003 Gert und Vera Hatz
- 2004 Michel Amandry
- 2005 Peter Spufford
- 2006 François Thierry
- 2007 Wolfgang Hahn
- 2008 Mark Blackburn
- 2009 Richard Reece
- 2010 Alan Stahl
- 2011 Marion Archibald
- 2012 Lucia Travaini
- 2013 Michael Alram
- 2014 Roger Bland
- 2015 Bernd Kluge
- 2016 Pere Pau Ripollès
- 2017 Lutz Ilisch
- 2018 Johan Van Heesch
- 2019 Sam Moorhead
- 2020 Keith Rutter
- 2021 François de Callataÿ
- 2022 Carmen Arnold-Biucchi
- 2023 Shin’ichi Sakuraki
- 2024 Helen Wang